# Ingeborg von Kusserow

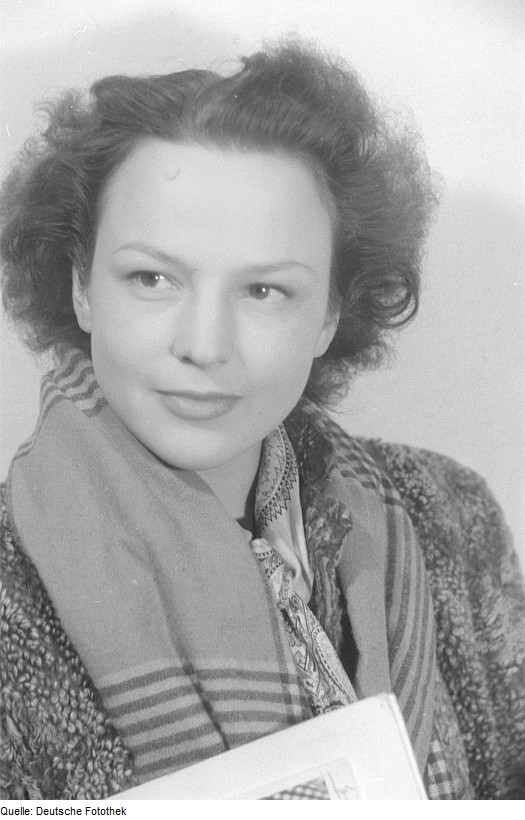
Ingeborg von Kusserow (1946)

Ingeborg Maria von Kusserow, auch Ingeborg Wells (* 28. Januar 1919 in Wollstein; † 14. April 2014 in Hove, Sussex), war eine deutsche Schauspielerin.

## Leben
Ingeborg von Kusserow entstammte einem alten ostelbischen Adelsgeschlecht. Sie erhielt bereits als Kind eine Tanz- und Ballettausbildung. Ab den frühen 1930er-Jahren trat sie an der Oper Berlin sowie am Metropol-Theater und Schlossparktheater auf. Ihr Filmdebüt gab sie 1936 in dem Film Das Hofkonzert. In Neben- und gelegentlich Hauptrollen stellte sie junge, kapriziöse Frauen und Mädchen der Gesellschaft dar. Sie stand 1944 in der Gottbegnadeten-Liste des Reichsministeriums für Volksaufklärung und Propaganda.
Im November 1941 heiratete sie Percy Graf Welsburg. 1947 verließ sie mit ihrem Ehemann Deutschland und ließ sich in Großbritannien nieder, wo sie ab 1950 unter dem Pseudonym Ingeborg Wells, das sich an den Namen ihres Gatten anlehnte, ihre Filmkarriere fortsetzte. Im englischen Kino spielte sie meist Ausländerinnen. Ihre bedeutendste Rolle dieser Zeit war die der Zofe Hebe in Raoul Walshs Des Königs Admiral.
Im Jahr 1963 zog sich von Kusserow ins Privatleben zurück. 1965 ließen sich Percy von Welsburg und Ingeborg von Kusserow scheiden. Das Paar hatte einen Sohn.
Im Jahr 1968 heiratete sie dann den ehemaligen RAF-Piloten Kenneth Slingsby-Fahn (1913–2007).

## Filmografie
- 1936: Das Hofkonzert
- 1937: Wenn Frauen hassen
- 1937: Liebe kann lügen
- 1937: Daphne und der Diplomat
- 1937: Meine Freundin Barbara
- 1937: Rätsel um Beate
- 1937: Kleiner Mann ganz groß
- 1938: Das Mädchen von gestern Nacht
- 1938: Was tun, Sybille
- 1938: Eine Nacht im Mai
- 1939: Drei Unteroffiziere
- 1939: Renate im Quartett
- 1939: In letzter Minute
- 1940: Herz ohne Heimat
- 1940: Der dunkle Punkt
- 1940: Falschmünzer
- 1941: Leichte Muse
- 1944: Das Konzert
- 1944/49: Der große Fall
- 1946: Sag’ die Wahrheit
- 1951: Des Königs Admiral (Captain Horatio Hornblower)
- 1951: Chelsea Story
- 1951: One Wild Oat
- 1951: Death Is a Number
- 1952: Die Verblendeten (The Secret People)
- 1953: Women of Twilight
- 1953: The Accused
- 1956: Port of Escape
- 1956: Haus der Erpressung (House of Blackmail)
- 1957: Die Brücke der Vergeltung (Across the Bridge)
- 1960: Some Talk of Alexander (TV)
- 1963: The Impostor (TV)

## Werke
- Ingeborg Wells: Enough, no More. Übersetzung ins Englische Lord Sudley. London : H. Joseph, 1948. Autobiografie